# 阿克托比槍擊案
阿克托比槍擊案，是在2016年6月5日至6月10日發生在哈薩克斯坦阿克托貝市對平民和軍事目標的一系列槍擊事件。6月5日，在槍支倉庫發生了兩次槍擊，第三次襲擊是針對一個軍事單位。在接下來的幾天裡，恐怖分子和警察之間發生了多次槍戰。6月8日，在兒童營地發生另一起槍擊事件，造成7名受害者死亡和37人受傷。18名襲擊者被殺，9人被捕。

## 背景
哈薩克與其他中亞國家不同，甚少發生恐怖主義事件，但在2011年阿克托貝發生了全國第一宗自殺式炸彈襲擊。
儘管哈薩克斯坦通常和平，事實上，哈薩克斯坦作為主要石油出口國最近的石油價格暴跌威脅到該國的穩定，2016年4月和2016年5月的多次抗議活動證明了這一點。最近允許外國人在哈薩克斯坦購買土地的法律也引起了軒然大波。

## 初次槍擊
在6月5日，至少有16人的組織發動襲擊，搶劫了兩家槍店，在一家商店殺死了一名警衛和職員，在另一家商店殺死了一名顧客。在三名襲擊者被殺之前，他們還打傷了三名警察。倖存的攻擊者隨後劫持了一輛巴士，撞上了通往國民警衛隊基地的大門，在那裡他們殺死了三名軍人，炸傷了九人，軍方後來殺死了一名攻擊者。七名襲擊者被捕。

## 隨後
在第一次槍擊事件發生後的第二天晚上，又有五名激進分子在與警察的槍戰中喪生，另外兩人被捕。據報告，在戰鬥中有更多的警察被打死或受傷。
6月8日，在阿克托貝兒童營發生槍擊事件。有人從一輛白色汽車上向營地保安人員開火，但沒有人受傷。
6月10日稍早時分，在阿克托貝發生的更多槍戰中，五名武裝分子被殺，兩名警察受傷。

## 責任
警方新聞處將槍擊事件的肇事者描述為“激進的，非傳統的宗教運動的追隨者”，該術語通常指哈薩克斯坦的伊斯蘭極端分子。
當時的總統努爾蘇丹·納扎爾巴耶夫聲稱，襲擊是從國外下令的，企圖破壞哈薩克斯坦的穩定。6月10日，納扎爾巴耶夫告訴國家安全理事會，襲擊者是薩拉菲主義者，可能包括從敘利亞返回哈薩克斯坦的伊斯蘭國激進分子。

## 反應
哈薩克斯坦總統納扎爾巴耶夫宣布6月9日為全國哀悼日。他還指出，襲擊發生在齋月前夕，並聲稱襲擊是從國外下令的。他還暗示，襲擊是在哈薩克斯坦發起“顏色革命”的嘗試。納扎爾巴耶夫還呼籲對加入激進組織的哈薩克人處以更嚴厲的刑罰，加強槍支商店和軍事設施的安全，並加強移民管制。
一些觀察家認為襲擊是不同政治團體之間緊張局勢加劇的證據。其他人則說，這次襲擊表明納扎爾巴耶夫總統對該國的控制開始有所減弱。